# Thằn lằn chân ngón Martin
Thằn lằn chân ngón Martin (danh pháp: Cyrtodactylus martini) là một loài thằn lằn trong họ Gekkonidae. Loài này được Ngô Văn Trí mô tả khoa học đầu tiên năm 2011.